# Purani (gmina Vitănești)
Purani – wieś w Rumunii, w okręgu Teleorman, w gminie Vitănești. W 2011 roku liczyła 735 mieszkańców.